# Invisible Things
"Invisible Things" é o quarto single oficial tirado do álbum Firebird da cantora Natalie Imbruglia.

## Composição
A música foi escrita por Natalie em parceria com Josie Dunne e Andrew DeRoberts, no verão de 2018, em uma estadia da artista em Nashville, nos Estados Unidos.
Natalie disse, em uma de suas entrevistas, que foram 10 dias de intensas sessões de composição na cidade americana, que resultaram em diversas canções, entre elas "Invisible Things".

## Lançamento
O videoclipe da música foi lançado em 28 de outubro de 2021, na internet. No mesmo dia, ocorreu a primeira execução em rádio da faixa, no programa de OJ Borg da BBC Radio 2, no Reino Unido.

## Videoclipe
O teledisco foi gravado em Londres, na Inglaterra, nos estúdios Le Mob, onde a cantora começou a gravar o álbum Firebird, ainda em 2019. Dirigido por Fraser Taylor, o vídeo acompanha o descontraído processo de gravação da faixa, uma homenagem tocante ao amor de alguém.
O clipe tem a participação dos músicos da banda da cantora, como também de Josie Dunne, co-autora da canção, que participa como backing vocal.

## Single Digital
- Versão Principal

1. "Invisible Things" - 3:14

## Paradas musicais
O single entrou no Top 50 do airplay chart britânico, permanecendo no mesmo por 3 semanas, em dezembro de 2021.[carece de fontes?]
| Parada semanal (2021) | Posição |
| --------------------- | ------- |
| UK Radio Top 100 Rock | 19      |
| UK Airplay Chart      | 49      |